# آدولفو بالونچری
آدولفو بالونچری (به ایتالیایی: Adolfo Baloncieri) بازیکن فوتبال و اهل ایتالیا است 

## تیم ملی
از سال ۱۹۲۰ میلادی عضو تیم ملی فوتبال ایتالیا بوده و در ۴۷ بازی ملی حضور داشته‌است. او در بازی‌های ملی‌اش، ۲۵ گل به ثمر رساند.
آدولفو بالونچری آخرین بازی ملی خود را در سال ۱۹۳۰ میلادی انجام داد.